# Skandal w łyżwiarstwie figurowym na Zimowych Igrzyskach Olimpijskich 2002
Skandal w łyżwiarstwie figurowym na Zimowych Igrzyskach Olimpijskich 2002 – skandal związany ze zmową sędziowską podczas oceniania konkurencji par sportowych w łyżwiarstwie figurowym na Zimowych Igrzyskach Olimpijskich 2002 w Salt Lake City. Skandal doprowadził do przyznania dwóch złotych medali: Rosjanom Jelenie Bierieżnej i Antonowi Sicharulidze oraz Kanadyjczykom Jamie Salé i Davidowi Pelletierowi.

## Przebieg zawodów
9 lutego, po pierwszym dniu zmagań w konkurencji par sportowych na czele klasyfikacji po programie krótkim była rosyjska para Jelena Bierieżna i Anton Sicharulidze przed Kanadyjczykami Jamie Salé i Davidem Pelletierem, którzy potknęli się i upadli przed końcową pozą. Jednak biorąc pod uwagę, że upadek Kanadyjczyków nie przydarzył się podczas wykonywania elementu technicznego to para nie otrzymała ujemnych punktów, ale miało to wpływ na oceny za komponenty i prawdopodobnie skutkowało brakiem pozycji liderów. 
Zawody kontynuowano 11 lutego, kiedy to rozegrano segment programu dowolnego. W trakcie występu rosyjskiej pary Sicharulidze popełnił mały, ale oczywisty błąd podczas wykonywania podwójnego axla. Z kolei Kanadyjczycy, stawiani w roli faworytów do wygrania programu dowolnego ze względu na wcześniejsze wysokie oceny sędziów dla ich programu Love Story, wykonali przejazd bezbłędnie, pomimo późniejszych dywagacji ekspertów o mniejszym zaawansowaniu technicznym programu w porównaniu do występu Rosjan. Za elementy techniczne Rosjanie otrzymali w głównej mierze noty 5,8 i 5,7, zaś Kanadyjczycy 5,9 i 5,8. Za prezentację artystyczną, czyli tzw. komponenty, Kanadyjczycy otrzymali cztery noty 5,9, za to Rosjanie dostali ich siedem. Punkty za komponenty były bardziej istotne niż te za elementy techniczne, dlatego Kanadyjczycy potrzebowali pięć not 5,9 do zdobycia złota, a otrzymali ich tylko cztery, przez co złoty medal i tytuł mistrzów olimpijskich przyznano rosyjskiej parze Bierieżna i Sicharulidze, zaś im zapewniało srebro.

### Szczegółowe wyniki
| Bierieżna / Sicharulidze (RUS) | RUS | CHN | USA | FRA | POL | CAN | UKR | GER | JPN |
| ------------------------------ | --- | --- | --- | --- | --- | --- | --- | --- | --- |
| Elementy techniczne            | 5,8 | 5,8 | 5,7 | 5,8 | 5,7 | 5,7 | 5,8 | 5,8 | 5,7 |
| Komponenty                     | 5,9 | 5,9 | 5,9 | 5,9 | 5,9 | 5,8 | 5,9 | 5,8 | 5,9 |
| Miejsce                        | 1   | 1   | 2   | 1   | 1   | 2   | 1   | 2   | 2   |
| Salé / Pelletier (CAN)         | RUS | CHN | USA | FRA | POL | CAN | UKR | GER | JPN |
| Elementy techniczne            | 5,8 | 5,9 | 5,8 | 5,8 | 5,8 | 5,9 | 5,8 | 5,9 | 5,8 |
| Komponenty                     | 5,8 | 5,8 | 5,9 | 5,8 | 5,8 | 5,9 | 5,8 | 5,9 | 5,9 |
| Miejsce                        | 2   | 2   | 1   | 2   | 2   | 1   | 2   | 1   | 1   |

## Skandal
Podczas transmisji telewizyjnej z zawodów olimpijskich zarówno kanadyjscy, jak i amerykańscy komentatorzy ogłosili kanadyjską parę Salé i Pelletier mistrzami olimpijskimi, jednak gdy okazało się, że sędziowie punktowali na korzyść Rosjan, oni wszyscy wyrazili publicznie swoje oburzenie. Według amerykańskich programów Good Morning America oraz USA Today już w momencie ogłoszenia wyników pojawiło się podejrzenie oszustwa.
Na korzyść Rosjan punktowali sędziowie z Rosji, Chin, Polski, Ukrainy i Francji, zaś na korzyść Kanadyjczyków sędziowie z Kanady, Stanów Zjednoczonych, Niemiec i Japonii. Szybko skierowano podejrzenia zmowy sędziowskiej na francuską sędzię Marie-Reine Le Gougne. Po powrocie Le Gougne do hotelu, przewodnicząca Komitetu Technicznego Międzynarodowej Unii Łyżwiarskiej (ang. ISU Technical Committee) Sally Stapleford doprowadziła do natychmiastowej konfrontacji, aby wyjaśnić kontrowersyjną sytuację. Le Gougne twierdziła, że uległa presji przewodniczącego francuskiej federacji Didiera Gailhagueta, który miał wymusić głosowanie na rosyjską parę bez względu na występy innych zawodników. Podobno powtórzyła tę samą wersję następnego dnia na spotkaniu sędziów. Wyjawienie tej zmowy rozpoczęło insynuację powiązania zmowy sędziowskiej ze zdobyciem złotego medalu przez francuską parę Marina Anisina / Gwendal Peizerat w konkurencji par tanecznych kilka dni później. Jednak w późniejszych oświadczeniach Le Gougne zaprzeczyła wcześniejszym słowom i twierdziła, że naprawdę wierzyła w słuszność zwycięstwa rosyjskiej pary.

## Skutki skandalu
Największe oburzenie co do rezultatów zawodów i wiążącego się z nimi skandalu wyrażały najpierw kanadyjskie, a następnie amerykańskie media, w szczególności NBC, które masowo przekazywało historię Salé i Pelletiera. Część mediów amerykańskich oraz większość rosyjskich opowiadało się za Rosjanami twierdząc, że nie można niszczyć sukcesu Bierieżnej i Sicharulidze poprzez domniemanie oszustwa. Szczególnie, że w sezonie poprzedzającym sezon olimpijski podczas mistrzostw świata 2001 Sicharulidze publicznie wypowiedział się za niesprawiedliwym ocenianiem, gdy Kanadyjczycy zdobyli złoto pomimo poważnego błędu Pelletiera w programie krótkim, jednak ta sprawa nie została nagłośniona.
W odpowiedzi na protest Kanadyjczyków i Amerykanów, dzień po zakończeniu konkursu przewodniczący Międzynarodowej Unii Łyżwiarskiej (ISU) Ottavio Cinquanta ogłosił na konferencji prasowej, że ISU przeprowadzi „wewnętrzną ocenę” decyzji sędziów na następnym zaplanowanym posiedzeniu rady. Cinquanta przyznał również, że sędzia turniejowy Ronald Pfenning złożył oficjalną skargę na sposób sędziowania. 13 lutego dyrektor generalny Międzynarodowego Komitetu Olimpijskiego (IOC) François Carrard zorganizował konferencję prasową, w której publicznie wezwał ISU do jak najszybszego rozwiązania problemu.
15 lutego przewodniczący ISU Ottavio Cinquanta i prezydent Międzynarodowego Komitetu Olimpijskiego Jacques Rogge podczas wspólnej konferencji prasowej ogłosili, że srebrne medale Salé i Pelletiera zostaną podniesione do poziomu złota. Jednocześnie zadecydowano o zachowaniu złotego medalu dla Bierieżnej i Sicharulidze, gdyż nie było przesłanek, które mogłyby świadczyć o ich wiedzy i uczestnictwie w zmowie. Czterech z dziewięciu sędziów na panelu uznało słuszność tej decyzji. Sumy punktów obu par zostały unieważnione. Po raz pierwszy w historii ceremonia wręczenia medali została powtórzona. We wręczeniu złota Kanadyjczykom uczestniczyli Rosjanie, zaś wzięcia udziału w ceremonii odmówiła chińska para Shen Xue i Zhao Hongbo, która zdobyła brązowy medal. 
30 kwietnia 2002 roku Le Gougne i Gailhaguet zostali zawieszeni przez ISU na trzy lata i automatycznie odsunięci od Zimowych Igrzysk Olimpijskich 2006. Pokłosiem skandalu w Salt Lake City było wprowadzenie przez ISU nowego systemu sędziowania Code of Points, w którym system komputerowy losuje 9 z 12 not sędziowskich i nie upublicznia się informacji o tym, która nota została przyznana przez którego sędziego.